# Segretario generale del Partito Comunista Cinese
Il segretario generale del comitato centrale del Partito Comunista Cinese (中国共产党中央委员会总书记S, Zhōngguó Gòngchǎndǎng Zhōngyāng Wěiyuánhuì ZǒngshūjiP), è il massimo grado dirigenziale all'interno del Partito Comunista Cinese ed è a capo della Segreteria del Partito Comunista Cinese; inoltre il segretario generale è il più alto membro del Comitato permanente dell'ufficio politico del Partito Comunista Cinese.
Fu una carica introdotta nel 1925: prima di quel momento Chen Duxiu era stato Segretario dell'Ufficio Centrale del PCC (1921-1922) e poi Presidente del Comitato Centrale del PCC (1922-1925).
Dal 1943 al 1982 l'incarico più importante fu quello di presidente del partito, posizione che venne abolita l'11 settembre 1982, con la riabilitazione della carica di Segretario Generale.
Dal 15 novembre 2012 il segretario generale è Xi Jinping.

## Lista dei segretari generali
| Segretario                                       | Segretario                                       | Segretario                                       | Mandato                                          | Mandato                                          |
| Segretario                                       | Segretario                                       | Segretario                                       | Inizio                                           | Fine                                             |
| Segretario Generale del Partito Comunista Cinese | Segretario Generale del Partito Comunista Cinese | Segretario Generale del Partito Comunista Cinese | Segretario Generale del Partito Comunista Cinese | Segretario Generale del Partito Comunista Cinese |
| ------------------------------------------------ | ------------------------------------------------ | ------------------------------------------------ | ------------------------------------------------ | ------------------------------------------------ |
| 1                                                |                                                  | Chen Duxiu (1879-1942)                           | 1 luglio 1921                                    | luglio 1922                                      |
| Abolito (1922–1925)                              |                                                  |                                                  |                                                  |                                                  |
| -                                                |                                                  | Chen Duxiu (1879-1942)                           | gennaio 1925                                     | 7 agosto 1927                                    |
| 2                                                |                                                  | Xiang Zhongfa (1880-1931)                        | luglio 1928                                      | 24 giugno 1931                                   |
| 3                                                |                                                  | Bo Gu (1907-1946)                                | settembre 1931                                   | gennaio 1935                                     |
| 4                                                |                                                  | Zhang Wentian (1900-1976)                        | gennaio 1935                                     | marzo 1943                                       |
| Abolito (1943–1982)                              |                                                  |                                                  |                                                  |                                                  |
| 5                                                |                                                  | Hu Yaobang (1915-1989)                           | 12 settembre 1982                                | 15 gennaio 1987                                  |
| 6                                                |                                                  | Zhao Ziyang (1919-2005)                          | 16 gennaio 1987                                  | 24 giugno 1989                                   |
| 7                                                |                                                  | Jiang Zemin (1926-2022)                          | 24 giugno 1989                                   | 15 novembre 2002                                 |
| 8                                                |                                                  | Hu Jintao (1942- )                               | 15 novembre 2002                                 | 15 novembre 2012                                 |
| 9                                                |                                                  | Xi Jinping (1953- )                              | 15 novembre 2012                                 | in carica                                        |